# Qualificazioni al campionato europeo maschile di calcio 2020 - Gruppo B

## Classifica
| Squadra     | Pt | G | V | P | S | GF | GS | DR  |
| ----------- | -- | - | - | - | - | -- | -- | --- |
| Ucraina     | 20 | 8 | 6 | 2 | 0 | 17 | 4  | +13 |
| Portogallo  | 17 | 8 | 5 | 2 | 1 | 22 | 6  | +16 |
| Serbia      | 14 | 8 | 4 | 2 | 2 | 17 | 17 | 0   |
| Lussemburgo | 4  | 8 | 1 | 1 | 6 | 7  | 16 | -9  |
| Lituania    | 1  | 8 | 0 | 1 | 7 | 5  | 25 | -20 |

## Risultati

### Prima giornata
| Arbitro: | Reinshreiber |

|                            |           |             |
| Barreiro 45’ Rodrigues 55’ | Marcatori | 14’ Černych |

| Lisbona 22 marzo 2019, ore 20:45 CET | Portogallo | 0 – 0 referto | Ucraina | Estádio da Luz (58 355 spett.)\| Arbitro: \| Turpin \| |
| Arbitro:                             | Turpin     |               |         |                                                        |

### Seconda giornata
| Arbitro: | Gestranius |

|            |           |                                     |
| Turpel 34’ | Marcatori | 40’ Cyhankov 90+3’ (aut.) Rodrigues |

| Arbitro: | Marciniak |

|             |           |                 |
| Pereira 42’ | Marcatori | 7’ (rig.) Tadić |

### Terza giornata
| Arbitro: | Farkas |

|               |           |               |
| Novikovas 74’ | Marcatori | 21’ Rodrigues |

| Arbitro: | Mateu Lahoz |

|                                                     |           |  |
| Cyhankov 26’, 27’ Konopljanka 46’, 75’ Jaremčuk 58’ | Marcatori |  |

### Quarta giornata
| Arbitro: | Jaccottet |

|                                          |           |                      |
| Mitrović 20’, 34’ Jović 35’ Ljajić 90+2’ | Marcatori | 71’ (rig.) Novikovas |

| Arbitro: | Kralovič |

|             |           |  |
| Jaremčuk 6’ | Marcatori |  |

### Quinta giornata
| Arbitro: | Peljto |

|  |           |                                         |
|  | Marcatori | 7’ Zinčenko 27’ Marlos 62’ Malinovs'kyj |

| Arbitro: | Çakır |

|                             |           |                                               |
| Milenković 68’ Mitrović 85’ | Marcatori | 42’ Carvalho 58’ Guedes 80’ Ronaldo 86’ Silva |

### Sesta giornata
| Arbitro: | Nijhuis |

|                     |           |                                                 |
| Andriuškevičius 28’ | Marcatori | 7’ (rig.), 62’, 65’, 76’ Ronaldo 90+2’ Carvalho |

| Arbitro: | Grinfeld |

|            |           |                                |
| Turpel 66’ | Marcatori | 36’, 78’ Mitrović 55’ Radonjić |

### Settima giornata
| Arbitro: | Stefański |

|                                  |           |  |
| Silva 16’ Ronaldo 65’ Guedes 89’ | Marcatori |  |

| Arbitro: | Lechner |

|                       |           |  |
| Malinovs'kyj 29’, 58’ | Marcatori |  |

### Ottava giornata
| Arbitro: | Raczkowski |

|                |           |                   |
| Kazlauskas 79’ | Marcatori | 49’, 53’ Mitrović |

| Arbitro: | Taylor |

|                            |           |                    |
| Jaremčuk 6’ Jarmolenko 27’ | Marcatori | 72’ (rig.) Ronaldo |

### Nona giornata
| Arbitro: | Buquet |

|                                                               |           |  |
| Ronaldo 7’ (rig.), 22’, 65’ Pizzi 52’ Paciência 56’ Silva 63’ | Marcatori |  |

| Arbitro: | Gözübüyük |

|                                |           |                          |
| Mitrović 11’, 43’ Radonjić 70’ | Marcatori | 54’ Rodrigues 75’ Turpel |

### Decima giornata
| Arbitro: | Gil Manzano |

|  |           |                           |
|  | Marcatori | 39’ Fernandes 86’ Ronaldo |

| Arbitro: | Madden |

|                              |           |                              |
| Tadić 9’ (rig.) Mitrović 56’ | Marcatori | 32’ Jaremčuk 90+3’ Bjesjedin |

## Classifica marcatori
11 reti
- Cristiano Ronaldo (3 rigori)

10 reti
- Aleksandar Mitrović

4 reti
- Roman Jaremčuk

3 reti
- Gerson Rodrigues
- David Turpel

- Bernardo Silva
- Viktor Cyhankov

- Ruslan Malinovs'kyj

2 reti
- Arvydas Novikovas (1 rigore)
- William Carvalho

- Gonçalo Guedes
- Nemanja Radonjić

- Dušan Tadić (2 rigori)
- Jevhen Konopljanka

1 rete
- Vytautas Andriuškevičius
- Fiodor Černych
- Donatas Kazlauskas
- Leandro Barreiro
- Danilo Pereira

- Bruno Fernandes
- Gonçalo Paciência
- Pizzi
- Luka Jović
- Adem Ljajić

- Nikola Milenković
- Artem Bjesjedin
- Andrij Jarmolenko
- Marlos
- Oleksandr Zinčenko

1 autogol
- Gerson Rodrigues (pro Ucraina)